# Clásico RCN 1963
La 3.ª edición del Clásico RCN (también conocido como: Doble a Andes - Clásico RCN) fue una carrera de ciclismo en ruta por etapas  que se celebró entre el 27 y el 28 de abril de 1963, con inicio y final en la ciudad de Medellín, Colombia. El recorrido constó de un total de 2 etapas sobre una distancia total de 276 km.
La carrera se corrió como parte de los "chequeos" de la Liga de Ciclismo de Antioquia para la escoger su selección para participar en la Vuelta a Colombia y fue ganada por el ciclista antioqueño Martín Emilio Rodríguez del equipo de Antioquia, quién también ganó las 2 etapas en disputa. El podio lo completaron, los ciclistas Pablo Hernández y Alfonso Galvis, ambos del equipo de Pereira.

## Etapas
| Etapa     | Fecha       | Recorrido        | Distancia (km) | Ganador                 | Líder                   |
| --------- | ----------- | ---------------- | -------------- | ----------------------- | ----------------------- |
| 1.ª etapa | 27 de abril | Medellín – Andes | 138            | Martín Emilio Rodríguez | Martín Emilio Rodríguez |
| 2.ª etapa | 28 de abril | Andes – Medellín | 138            | Martín Emilio Rodríguez | Martín Emilio Rodríguez |

## Clasificaciones finales
Las clasificaciones finalizaron de la siguiente forma:

### Clasificación general
| Clasificación general |                         |           |                 |
| Ciclista              | Ciclista                | Equipo    | Tiempo          |
| --------------------- | ----------------------- | --------- | --------------- |
| 1.º                   | Martín Emilio Rodríguez | Antioquia | 9 h 08 min 12 s |
| 2.º                   | Pablo Hernández         | Pereira   | + 12 min 30 s   |
| 3.º                   | Alfonso Galvis          | Pereira   | + 12 min 58 s   |
| 4.º                   | José Lubín Maya         | Antioquia | + 15 min 48 s   |
| 5.º                   | Gabriel Halaixt         | Antioquia | + 19 min 32 s   |
| 6.º                   | Carlos Montoya          | Valle     | + 26 min 11 s   |
| 7.º                   | Jairo González          | Antioquia | + 26 min 48 s   |
| 8.º                   | Soel Medina             | Antioquia | + 27 min 04 s   |
| 9.º                   | Héctor Muñoz            | Antioquia | + 29 min 02 s   |
| 10.º                  | Hernán Herrón Arenas    | Antioquia | + 29 min 13 s   |